# Microderes
Microderes är ett släkte av skalbaggar som beskrevs av Franz Faldermann 1835. Microderes ingår i familjen jordlöpare.
Släktet innehåller bara arten Microderes brachypus.